# Ptychadena
Ptychadena és un gènere de granotes de la família Ranidae.

## Taxonomia
- Ptychadena aequiplicata (Werner, 1898).
- Ptychadena anchietae (Bocage, 1868).
- Ptychadena ansorgii (Boulenger, 1905).
- Ptychadena arnei (Perret, 1997.
- Ptychadena bibroni (Hallowell, 1845).
- Ptychadena broadleyi (Stevens, 1972.
- Ptychadena bunoderma (Boulenger, 1907).
- Ptychadena christyi (Boulenger, 1919).
- Ptychadena chrysogaster (Laurent, 1954).
- Ptychadena cooperi (Parker, 1930).
- Ptychadena erlangeri (Ahl, 1924).
- Ptychadena filwoha (Largen, 1997).
- Ptychadena gansi (Laurent a Gans, Laurent & Pandit, 1965).
- Ptychadena grandisonae (Laurent, 1954).
- Ptychadena guibei (Laurent, 1954).
- Ptychadena harenna (Largen, 1997).
- Ptychadena ingeri (Perret, 1991).
- Ptychadena keilingi (Monard, 1937).
- Ptychadena longirostris (Peters, 1870).
- Ptychadena mahnerti (Perret, 1996).
- Ptychadena mapacha (Channing, 1993).
- Ptychadena mascareniensis (Duméril & Bibron, 1841).
- Ptychadena mossambica (Peters, 1854).
- Ptychadena nana (Perret, 1980).
- Ptychadena neumanni (Ahl, 1924).
- Ptychadena newtoni (Bocage, 1886).
- Ptychadena obscura (Schmidt & Inger, 1959).
- Ptychadena oxyrhynchus (Smith, 1849).
- Ptychadena perplicata (Laurent, 1964.
- Ptychadena perreti (Guibé & Lamotte, 1958).
- Ptychadena porosissima (Steindachner, 1867).
- Ptychadena pujoli (Lamotte & Ohler, 1997).
- Ptychadena pumilio (Boulenger, 1920).
- Ptychadena retropunctata (Angel, 1949).
- Ptychadena schillukorum (Werner, 1908).
- Ptychadena stenocephala (Boulenger, 1901).
- Ptychadena straeleni (Inger, 1968).
- Ptychadena submascareniensis (Guibé & Lamotte, 1953).
- Ptychadena subpunctata (Bocage, 1866).
- Ptychadena superciliaris (Günther, 1858).
- Ptychadena taenioscelis (Laurent, 1954).
- Ptychadena tellinii (Peracca, 1904).
- Ptychadena tournieri (Guibé & Lamotte, 1955).
- Ptychadena trinodis (Boettger, 1881).
- Ptychadena upembae (Schmidt & Inger, 1959).
- Ptychadena uzungwensis (Loveridge, 1932).
- Ptychadena wadei (Largen, 2000.